# Тростниковые крысы
Тростнико́вые кры́сы, или щети́нистые сви́нки (лат. Thryonomys), — род африканских грызунов, выделяемых в семейство тростниковокрыси́ных (Thryonomyidae). Их ископаемые остатки находят не только в Африке, но и в Евразии.

## Общее описание
Это крупные грызуны с длиной тела 35—61 см, хвоста 6,5—26 см, массой 4—7 кг (отдельные самцы достигают 9 кг). Телосложение тяжёлое; внешне тростниковые крысы несколько напоминает нутрию. Голова большая, притуплённая; глаза маленькие; ушные раковины округлые, едва выступающие из меха. Конечности короткие и сильные. Подошвы голые. На передних и задних конечностях хорошо развиты 3 средних пальца с сильными толстыми когтями; I палец уменьшен или отсутствует, V палец очень мал. 
Волосяной покров у тростниковых крыс необычный — жёсткие волосы напоминают щетину и растут пучками по 5-6 волосков, подшёрсток отсутствует. Щетинковидные волосы несколько уплощены и имеют продольные борозды на наружной поверхности. Окраска спины желтовато- или серовато-коричневая; брюшка — сероватая или жёлто-белая. Хвост покрыт редкими, короткими жёсткими волосами и чешуями. Сосков 2 или 3 пары по бокам тела.
У тростниковых крыс — крупные, широкие резцы тёмно-оранжевого цвета. На наружной поверхности верхних резцов имеются по 3 продольные бороздки.

## Образ жизни
Тростниковые крысы обитают в Экваториальной и Южной Африке, населяя влажные, заболоченные места в поймах рек. Придерживаются густых зарослей тростника и иных растений, где прокладывают тропинки. Активны ночью, днём скрываются в неглубоких норах или наземных гнездах среди прибрежной растительности. Могут занимать норы других животных. Иногда объединяются группами, но в целом не социальны. Тростниковые крысы прекрасно плавают и часто спасаются от опасности в воде. Питаются зелёными частями околоводных растений, а также семенами, орехами, плодами. Любят посещать плантации сахарного тростника, зерновых, маниоки, ананасов и других культурных растений, нанося им немалый ущерб. В году у тростниковых крыс обычно 2 выводка; детёнышей в помёте от 2 до 6 — крупных, покрытых мехом и зрячих. Местное население преследует тростниковых крыс как сельскохозяйственных вредителей и ради съедобного мяса.